# ويم هسترمان
ويم هسترمان (بالهولندية: Wim Hesterman)‏ (26 نوفمبر 1897 – 2 ديسمبر 1971) هو ملاكم هولندي راحل، مثّل بلاده في الألعاب الأولمبية الصيفية 1920.

## روابط خارجية
ويم هسترمان على موقع أوليمبيديا (الإنجليزية)